# Ivo Grbić (slikar)
Ivo Grbić (Dubrovnik, 25. listopada 1931. – Dubrovnik, 19. srpnja 2020.) bio je hrvatski slikar i grafičar.

## Životopis
Rođen je u Dubrovniku od oca Mata korijena iz Župe dubrovačke rođenoga u Gradu i majke iz Dola u Dubrovačkom primorju.
U rodnom gradu završio učiteljsku školu, a na preporuku Iva Dulčića kod kojega je pohađao večernju školu crtanja, 1951. upisao je akademiji likovnih umjetnosti u Zagrebu, te diplomirao na grafičkom odsjeku 1956. Profesori su mu bili Tomislav Krizman, Krsto Hegedušić, Marijan Detoni i drugi. Slikarsku specijalku kod prof. Antuna Mezdjića završio je 1958. Osim slikarstvom i grafikom bavi se keramikom i sitnom plastikom (medalje i plakete), a naročito primijenjenom grafikom. Autor je brojnih plakata, povelja, plaketa i drugih likovnih rješenja iz područja primijenjene umjetnosti za kulturne i znanstvene ustanove u Zagrebu, Dubrovniku i drugdje. Djela mu se nalaze u brojnim privatnim zbirkama i galerijama u zemlji i inozemstvu.
Istaknuo se brojnim grafičkim rješenjima. Autor je i brojnih strata, liturgijskih ruha te barjaka dubrovačkih župa. Njegova su grafička rješenja koristili i Grad Dubrovnik i gradske javne ustanove, poput Dubrovačkih ljetnih igara, a lik Svetog Vlaha na službenoj zastavi Grada Dubrovnika, njegovo je djelo, kao i službeni grb Grada Dubrovnika.
Od 1960. do 1982. profesor je na Grafičkom odjelu Škole primijenjene umjetnosti u Zagrebu, gdje je odgojio mnoge danas afirmirane grafičare i dizajnere.
Održao je 31 samostalnu izložbu i sudjelovao na više od 150 skupnih izložbi u zemlji i inozemstvu.
Dobitnik je druge nagrade na natječaju za plakat Dubrovačkih ljetnih igara 1954., nagrade za plaketu Turističkog saveza Dubrovnik 1984., priznanja Turističkog društva Dubrovnik 1987., te nagrade za životno djelo grada Dubrovnika 2001.
Pretežno se bavi temama iz glazbenog života, starog Dubrovnika, folklora, mora, te portretima (više od tisuću portreta umjetnika s Dubrovačkih ljetnih igara).
U srpskocrnogorskom napadu na Dubrovnik 6. prosinca 1991. izgorjela je palača u kojoj je živio i radio, zajedno s malom galerijom u prizemlju i cjelokupnim inventarom: sve slike, crteži i grafike, keramika, etnografska i antikvarna zbirka, knjižnica, foto, audio i pisana dokumentacija, te još mnoštvo vrijednih i dragih predmeta.
Poslije je na vanjskim zidovima te palače postavio 2001. više izložba svojih radova i dokumenata koji govore o stradanju Dubrovnika.
Objavio je 2011. godine knjigu Sjećanja.

## Ostalo
- "Grad od igara, igre od grada - prvih sedam desetljeća" kao gost dokumentarca (2019.)

## Vanjske poveznice
- Ivo Grbić u Leksikonu Marina Držića
- Dubrovački portal, (Video) U znak sjećanja! Donosimo razgovor s Ivom Grbićem na njegov posljednji rođendan!